# شارع البيرة وزقاق جن

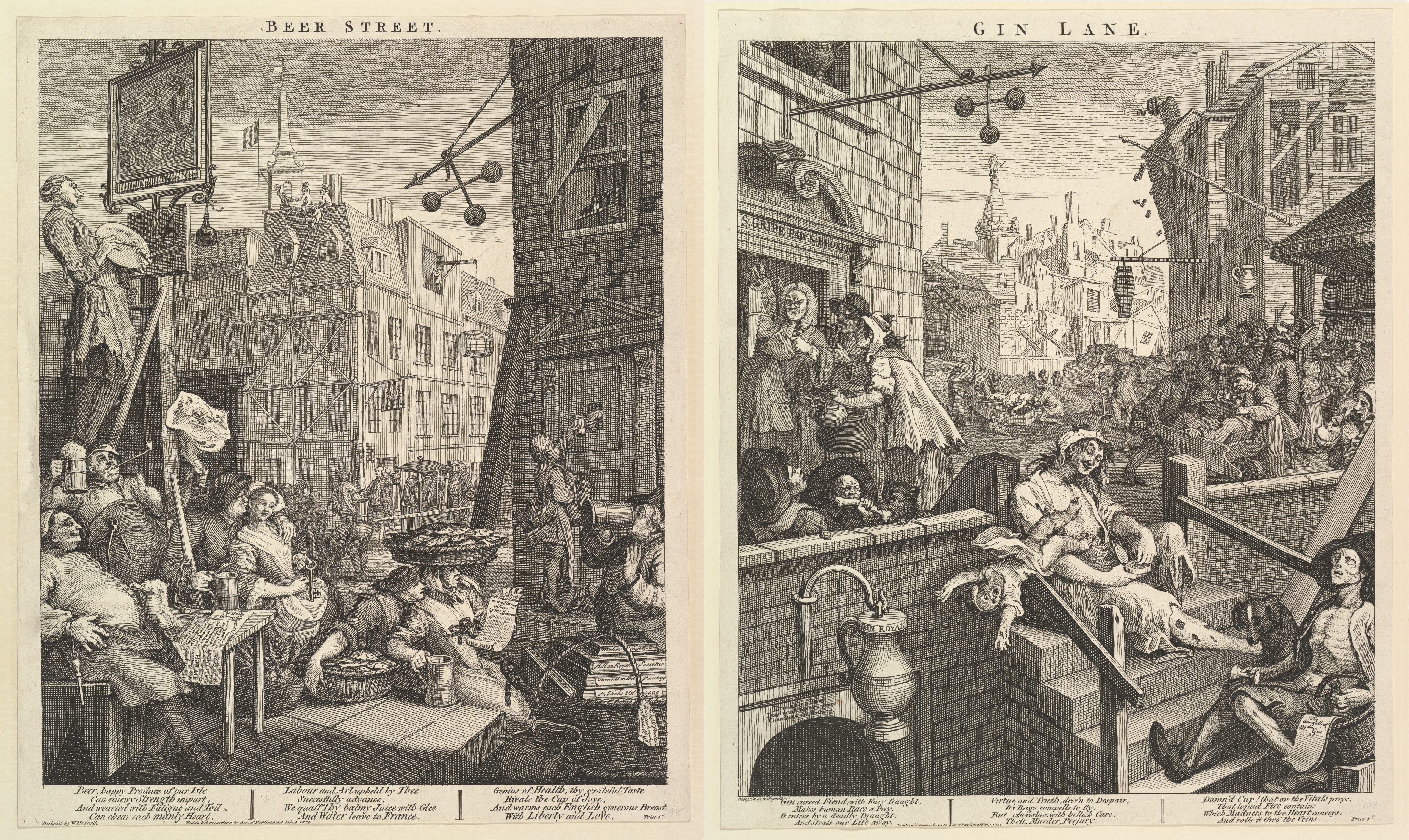
شارع البيرة وزقاق جن (م1751)

شارع البيرة و زُقاق جن هما أثنان من أعمال الطباعة التي تم اصدارُها في عام 1751م بواسطة الفنان الإنجليزي وليام هوغارث دعمًا لما يُمكن أن يُصبح قانون جن.